# Hylaeamys yunganus
Souris terrestre des pinotières
Espèce
Synonymes
- Oryzomys yunganus Thomas, 1902

Statut de conservation UICN

 LC  : Préoccupation mineure
Répartition géographique
Hylaeamys yunganus, la Souris terrestre des pinotières, est une espèce américaine de rongeurs de la famille des Cricetidae.

## Description
L'espèce a une longueur tête-corps de 11,5 à 14,9 cm de long, une queue de 10,7 à 12,8 cm de long.
Les poils qui forment la couche de finition sont gris près de la racine et bruns à la pointe. À certains endroits, la couleur grise est visible. Chez les jeunes, une couleur de pelage gris foncé déviante apparaît sur le dessus. Il y a une bordure claire sur le dessous blanc. Les griffes des pieds ont de longs poils sur le dessus.

## Répartition
On trouve Hylaeamys yunganus dans les forêts décidues humides tropicales et subtropicales de toute l'Amazonie, dans le nord-est de la Bolivie, l'est du Pérou, l'est de l'Équateur, le sud-est de la Colombie, le sud du Venezuela, dans le Guyana, le Suriname, la Guyane et le nord du Brésil. Une espèce étroitement apparentée, Hylaeamys tatei, n'est présente que dans une petite zone de l'est de l'Équateur.

## Parasitisme
Hylaeamys yunganus a pour parasite la tique Ixodes luciae. Il peut porter le virus des Andes.